# Tiếng Hurri
Tiếng Hurri là một ngôn ngữ Hurri-Urartu, là ngôn ngữ của người Hurri, một dân tộc di cư đến Lưỡng Hà vào khoảng 2300 TCN, rồi gần như biến mất khoảng 1000 TCN. Tiếng Hurri từng là ngôn ngữ của vương quốc Mitanni mạn bắc Lưỡng Hà. Quan điểm phổ biến là người nói ngôn ngữ này đến từ sơn nguyên Armenia, lan ra khắp đông nam Tiểu Á và bắc Lưỡng Hà vào đầu thiên niên kỉ II TCN.

## Phân loại
Tiếng Hurri là một ngôn ngữ chấp dính, và là thành viên của ngữ hệ Hurri-Urartu (cùng với tiếng Urartu). I.M. Diakonoff và S. Starostin nhận thấy nét tương đồng giữa Hurri-Urartu với ngữ hệ Đông Bắc Kavkaz, xếp cả hai vào liên hệ Alarodi.
Một vài học giả, như I. J. Gelb và E. A. Speiser, tìm cách đồng nhất người Hurri và "người Subari".

## Ngữ âm

### Phụ âm
|           | Môi | Chân răng | Vòm | Ngạc mềm |
| --------- | --- | --------- | --- | -------- |
| Mũi       | m   | n         |     |          |
| Tắc       | p   | t         |     | k        |
| Tắc xát   |     | (ts)      |     |          |
| Xát       | f   | s         |     | x        |
| Tiếp cận  | w   |           | j   |          |
| R         |     | r         |     |          |
| Cạnh lưỡi |     | l         |     |          |

### Nguyên âm
|      | Trước | Giữa | Sau |
| ---- | ----- | ---- | --- |
| Đóng | i     |      | u   |
| Vừa  | e     |      | o   |
| Mở   |       | a    |     |